# Pip-Boy
Піп-Бой або Pip-Boy — це вигаданий переносний комп'ютер у постапокаліптичній франшизі відеоігор Fallout. Виготовлений RobCo Industries до руйнівної Великої ядерної війни, здатний виконувати численні функції залежно від моделі. В іграх Fallout функціонує як спосіб для гравця отримати доступ до меню та керувати своїм інвентарем.
Pip-Boy називають одним із найвідоміших інструментів Fallout та відеоігор, його хвалять за дизайн, а також порівнюють зі справжніми переносними комп'ютерами. У 2015 році Bethesda випустила копію Pip-Boy в рамках обмеженої серії колекційних видань Fallout 4. Ця копія може вмістити смартфон, дозволяючи гравцеві керувати своїм ігровим пристроєм через додаток. Копія Pip-Boy продавалась окремо від Fallout 76.

## Характеристики

Головний екран Pip-Boy 3000, демонструє його монохромний монітор і використання персонажа Vault Boy

У іграх Fallout від Interplay Pip-Boy служив екраном меню. Для ігор Bethesda вже прикріпленим до руки персонажа гравця та розглядається з точки зору першої особи. Новіший Pip-Boy містить мапу, трекер завдань, радіо та ліхтар.

## Розвиток
Леонард Боярський, один із провідних дизайнерів Fallout в Interplay, заявляв, що він розробив Pip-Boy радше для своїх особистих вподобань до «старих, незграбних технологій», ніж будь-якої тенденції до ретрофутуризму. Дизайн мав виглядати так, ніби він «не такий вже й надійний» і «начебто зламаний», щоб показати, що «світ не зовсім працює». Інтерфейс користувача мав виглядати як об'єкт у всесвіті, що на той час було рідкістю. Ентоні Постма, інший дизайнер Interplay, створив макет пристрою.
Коли Bethesda Softworks придбала франшизу, вони збільшили її ретрофутуристичність. Перероблений Pip-Boy 3000 відображав естетику стримлайн і виглядав витонченішим та вишуканішим, але залишався відносно громіздким. У новому Pip-Boy також не було намальованого талісмана та відкритих вакуумних трубок оригіналу, щоб він поміщався на руці гравця. Однак ці елементи повертаються з Pip-Boy 2000 Mark VI у Fallout 76.

## Критика
Pip-Boy є визначальним символом серії Fallout. Кі Хун Чан з USgamer назвав Pip-Boy «одним із найвідоміших інструментів в історії відеоігор», а також заявив, що «трансформація гаджета […] символізує розходження серії».
Значна частина популярності Pip-Boy пов'язана з його дизайном, який відобразив розвиток пізніших реальних технологій, що носяться на руці, а також безпосередньо надихнув фанатів та інженерів на створення функціональних пристроїв. У 2010 році Шон Холлістер з Engadget порівняв наручний GPS-пристрій General Dynamics Itronix GD300 із дизайном Pip-Boy, сказавши, що «невідомо, чи буде він вловлювати постапокаліптичні радіостанції під час виконання вашої місії». Подібним чином Майк Фейхі з Kotaku порівняв прототип OLED- екранів на зап'ясті, розроблених компанією L-3 Display Systems для використання в армії Сполучених Штатів, із Pip-Boy, який назвав їх «ще одним чудовим прикладом технології Pip-Boy у реальному житті».
Шанувальники серії створили численні робочі копії, використовуючи такі технології, як Raspberry Pi. У 2014 році команда програмістів створила робочу копію змагання NASA SpaceWearables: Fashion Designer to Astronauts. Репліки також були створені для комерційного продажу, а ThinkGeek розробила «Deluxe Bluetooth Edition».
На першому брифінгу Bethesda для засобів масової інформації E3 у 2015 році Тодд Говард заявив, що Bethesda випустить розкішну версію Fallout 4 із Pip-Boy, зазначивши: «Pip-Boy є важливою частиною Fallout, і ми його так любимо, що ми створили справжній». Однак це викликало критику, коли з'ясувалося, що Pip-Boy — це нефункціональний пластиковий корпус для смартфона, який працюватиме як дисплей Pip-Boy. Тімоті Дж. Сеппала з Engadget назвав його «прославленим чохлом для смартфона» та сказав, що хоча його було зручно носити, додаток Pip-Boy краще функціонував на великому екрані, заявивши, що хоча «косплеєри (і торгові посередники eBay), швидше за все, з'їдять це все […] як тільки новизна Pip-Boy зникне, решта з нас не буде використовувати її багато». Обмежена доступність Pip-Boy Edition також була піддана критиці, оскільки репліки були розпродані майже одразу після того, як вони були виставлені на продаж, що розлютило шанувальників і швидко потрапило в список продажів на eBay. Однак на заміну деякі шанувальники створили Pip-Boy за допомогою 3D-друку з місцем для спеціального комп'ютера всередині та робочою касетою. Той факт, що він не працював з великими телефонами, був названий додатковою перешкодою для належного функціонування копії.